# Cratere Rengo
Rengo  è un cratere sulla superficie di Marte.